# Melvin Mora
Melvin Mora, född den 7 februari (enligt vissa källor den 2 februari) 1972 i Agua Negra, är en venezuelansk-amerikansk före detta professionell basebollspelare som spelade 13 säsonger i Major League Baseball (MLB) 1999–2011. Mora var mestadels tredjebasman, men spelade även som outfielder och shortstop.
Sina bästa säsonger hade Mora med Baltimore Orioles i mitten av 2000-talet, då han bland annat togs ut till två all star-matcher och vann en Silver Slugger Award.

## Karriär

### Major League Baseball
Från sin MLB-debut 1999 till 2003 spelade Mora på alla tre outfieldpositionerna och som shortstop och andrabasman. 2004 började han spela som tredjebasman, och det blev därefter hans normala position.
Efter tio säsonger för Baltimore Orioles spelade Mora 2010 för Colorado Rockies och 2011 för Arizona Diamondbacks. I juni 2011 fick han dock sparken efter alltför dåliga prestationer. I december 2011 rapporterades det att Mora hade avslutat sin spelarkarriär. Detta dementerade Mora i januari 2012 och han hoppades spela i MLB under 2012. Så blev det dock inte, det var ingen klubb som var intresserad, och Mora spelade aldrig någon mer match som proffs.
2015 valdes Mora in i Baltimore Orioles Hall of Fame.

### Internationellt
Mora representerade Venezuela vid World Baseball Classic 2009, när Venezuela kom trea.

## Övrigt
2001 blev Mora pappa till femlingar.
Mora erhöll amerikanskt medborgarskap 2017.